# Heráldica española

Escudo de armas del rey de España.

La tradición y el arte de la heráldica aparecieron por primera vez en España a mediados del siglo XII y su origen fue similar a otros países de Europa: la necesidad de caballeros y nobles de distinguirse unos de otros en el campo de batalla, en las justas y torneos. Los caballeros llevaban armadura de pies a cabeza y a menudo ocupaban posiciones de liderazgo, por lo que era esencial poder identificarlos en el campo de batalla.

## Características

Hasta el día de hoy, la prueba ideal de nobleza (hidalguía) sigue siendo los cuatro cuarteles.

El diseño de los escudos mismos, a excepción de las reglas de la heráldica, dependía del propietario, y a veces el diseño tenía un significado o simbolismo específico. Originalmente, cualquiera podía llevar (exhibir) armas. Más tarde, se convirtió en una práctica más para la nobleza. Hasta el final de la Edad Media, solo se usaban las armas paternas, pero luego se mostraban las armas paternas y maternas. Los escudos de los abuelos materno y paterno fueron empalados (el escudo se cortó por la mitad verticalmente, mostrando las armas respectivas en cada mitad). Durante los siglos XVIII y XIX, la nobleza utilizó el uso de cuatro cuarteles (el escudo se cortó en cuatro partes y el diseño de las armas de cada abuelo se colocó en cada cuarto). El orden de visualización fue: 
1. Abuelo paterno
2. Abuelo materno
3. Abuela paterna
4. Abuela materna

## Orígenes e historia

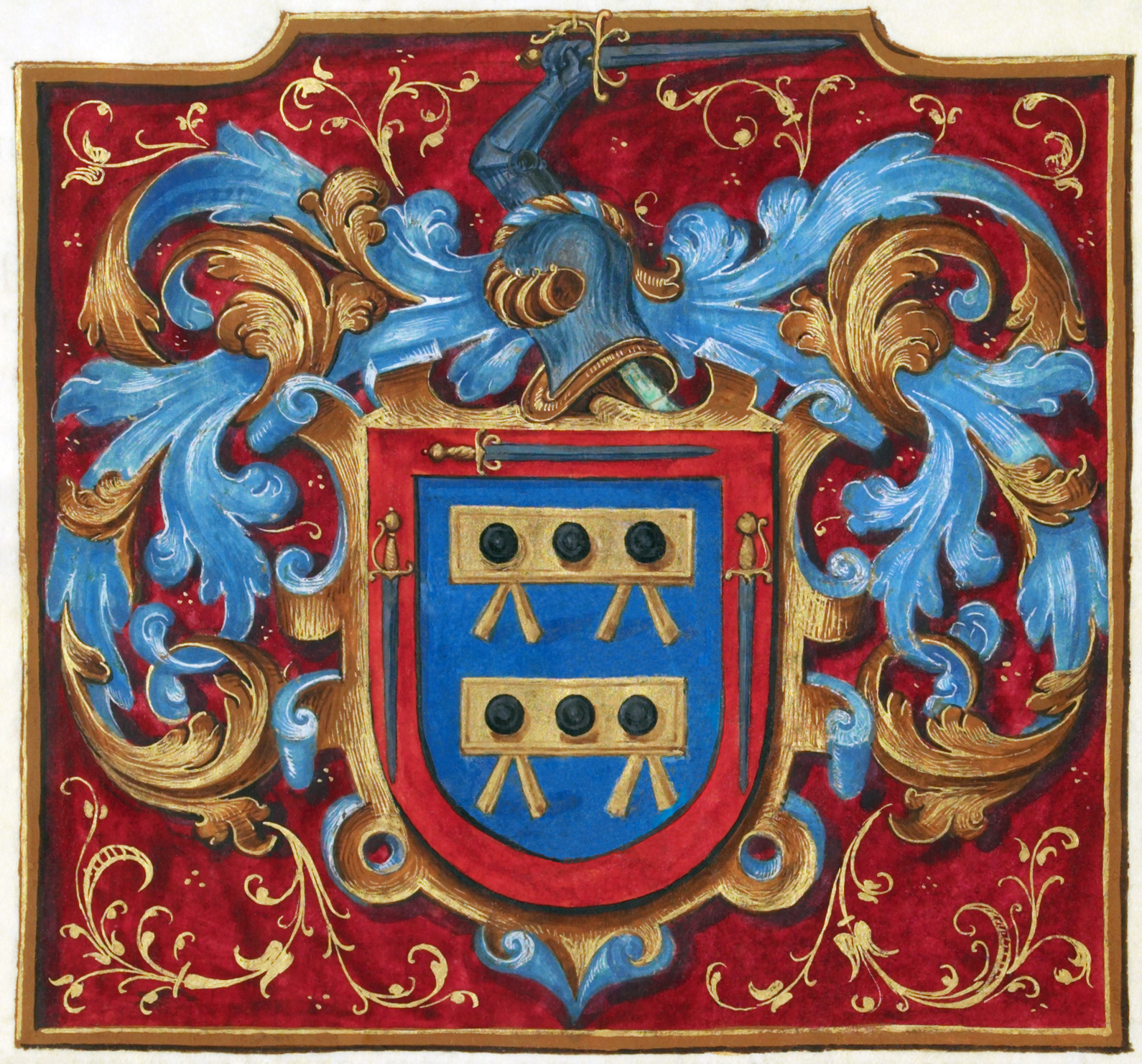
Ilustración de una concesión de armas manuscrita de Felipe II de España a Alonso de Mesa y Hernando de Mesa, firmada el 25 de noviembre de 1566.

La nobleza española, a diferencia de sus otras contrapartes europeas, se basaba casi por completo en el servicio militar. Pocas familias eminentes provenían de la ley, el comercio o la iglesia. Las grandes familias de España y Portugal se abrieron paso hasta su rango, lo que permitió a los plebeyos unirse a las filas de la nobleza a través del servicio militar leal y exitoso. Muchas familias pobres llegaron a la fama y la riqueza rápidamente como resultado de sus exitosas hazañas militares. En la heráldica española, las armas son un símbolo de linaje y también un símbolo de la familia. Las armas españolas son heredables como cualquier otra forma de propiedad.

## Descenso de armas españolas

Escudo de armas de Juan de Austria, un hijo ilegítimo del emperador del Sacro Imperio Romano Carlos V (también rey de España).

El descenso de las armas y títulos españoles difiere de gran parte de Europa en que pueden heredarse a través de las mujeres. Además, la ilegitimidad no impidió el descenso de armas y títulos. Las grandes familias españolas creían que un pedigrí familiar podría verse más dañado por la falta de lealtad que por la ilegitimidad. De hecho, las patentes de nobleza de muchas familias españolas contenían legados a ramas ilegítimas en caso de que no se encontraran herederos legítimos. La ilegitimidad en España se dividió en tres categorías. 
1. Hijos naturales: aquellos nacidos de padres solteros o viudos que podrían ser legitimados por el matrimonio de sus padres o por una declaración de su padre de que eran sus herederos.
2. Hijos espurios: aquellos cuyos padres no estaban en condiciones de casarse. Estos niños tuvieron que ser legitimados por una petición de ratificación real.
3. Hijos incestuosos: aquellos nacidos de padres que están demasiado relacionados para casarse o que estaban bajo un voto religioso. Estos hijos requerían una dispensa papal para heredar las propiedades o armas de sus padres. Estas dispensaciones papales se otorgaron con tanta frecuencia que todas las diócesis en España tenían espacios en blanco listos para colocar el nombre apropiado.[cita requerida]

## Estilo y práctica
El estilo y la práctica de la heráldica española siguen la rama ibérica de la tradición heráldica latina, que también incluye la heráldica portuguesa, con la que comparte muchas características. La forma más común de escudo heráldico utilizado en España es el estilo ibérico (también conocido como "peninsular", "español" o "portugués") que tiene una forma simple, cuadrada en la parte superior y redonda en la parte inferior. Los cargos que se muestran en el armorial español pueden representar eventos históricos o hechos de guerra. También se caracterizan por un uso generalizado de orlas y bordes alrededor del exterior del escudo. Además de los bordes, España y Portugal reúnen armas más convencionalmente por acuartelamiento. La heráldica ibérica también permite palabras y letras en el escudo, una práctica que se considera incorrecta en el norte de Europa. Las cimeras y los yelmos también son comunes en España y Portugal.

## Definiciones
El escudo de armas, o más correctamente la composición, en España está conformado por el escudo como tal, un manto que puede ser simplemente dibujado u ornamentado, un casco (opcional) o una corona si es para un miembro de la nobleza y un lema (opcional). En la heráldica española, lo que se coloca en el escudo es lo más importante. 
En la heráldica inglesa, escocesa e irlandesa se pueden encontrar muchos accesorios adicionales que no se encuentran o usan con frecuencia en la heráldica española. Pueden incluir, además del escudo, un casco, un manto (capa de tela), una corona (un círculo de seda con cordón de oro y plata enrollado y colocado para cubrir la unión entre el casco y la cresta), la cimera, el lema, jefe, soportes (animales reales o ficticios o personas que sostienen el escudo), la partición (lo que los soportes sostienen), estandartes y alféreces (banderas personales), coronas de rango, insignias de las órdenes de caballería y divisas. En general, cuanto más viejas son las armas, más simple o sencillo es la composición.
Coronas

Soberano - Corona Real de España Diseño de las armas nacionales.
Soberano - Corona Real de España Diseño de las armas del monarca.
Soberano - Variante para los territorios españoles de la antigua Corona de Aragón.
Corona del príncipe heredero.
Príncipe heredero - Variante para los territorios españoles de la antigua Corona de Aragón.
Infantes (príncipes y princesas).
Infantes - Variante para los territorios españoles de la antigua Corona de Aragón.
Corona heráldica de Grande de España.
Duque.
Marqués.
Conde.
Vizconde.
Barón.
Señor.
Corona mural española (genérica).
Corona mural de las provincias catalanas (España).[cita requerida]
Corona mural de las regiones catalanas.[cita requerida]
Corona mural de ciudades catalanas.[cita requerida]
Corona mural de pueblos catalanes.[cita requerida]
Corona mural de las villas catalanas.[cita requerida]
Corona heráldica de reyes de armas españoles.

Coronas heráldicas militares - Capitán general.

General de ejército, General de la Fuerza Aérea, Almirante general Propuesto.
General de ejército, General de la Fuerza Aérea, Almirante general Propuesto.
Teniente general, almirante.
General de división, Vicealmirante.
General de brigada, Contraalmirante.
Coronel Capitán de navío.

## Regulación

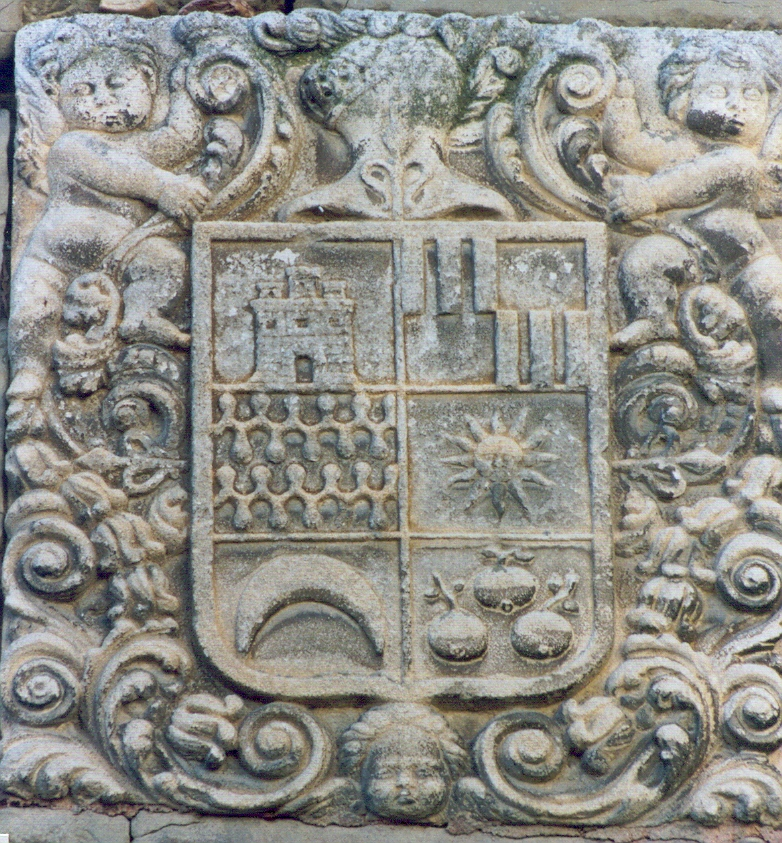
Armas de la Casa de Ena en Ayerbe.

El Cronista Rey de Armas en los Reinos de España era un funcionario público que tenía la autoridad de otorgar armoriales. El oficio del Rey de Armas en España se originó a partir de los de los heraldos. En los primeros días de la heráldica, cualquiera podía portar armas y surgieron disputas entre individuos y familias. Estas disputas fueron originalmente resueltas por el Rey, en el caso de una disputa entre nobles o por un funcionario de menor rango cuando la disputa involucraba a no nobles. Finalmente, la tarea de resolver estas disputas pasó a funcionarios llamados heraldos que originalmente fueron responsables de organizar torneos y llevar mensajes de un noble a otro. 
El oficio heráldico de Cronista de Armas español data del siglo XVI. Pero con anterioridad a aquel, los heraldos eran normalmente nombrados en las provincias y ciudades no capitales, mientras que los reyes de armas eran nombrados por los reinos españoles. Varios cronistas de armas fueron nombrados para España, Castilla, León, Frechas, Sevilla, Córdoba, Murcia, Granada (creado en 1496), Estella, Viana, Navarra, Cataluña, Sicilia, Aragón, Nápoles, Toledo, Valencia y Mallorca. Mientras estos mobiliarios no eran hereditarios, al menos quince familias españolas produjeron más de un heraldo en los pasados quinientos años (comparados a sobre el mismo número para Inglaterra, Escocia e Irlanda en conjunto). El Cronista español tuvo poderes judiciales en asuntos de títulos nobles. Ellos también servían como una oficina de acreditación para pedigrís y concesiones de armas.
El puesto de Rey de Armas tomó varias formas y finalmente se estableció en el Cuerpo de Cronista Rey de Armas, que estaba encabezado por un Decano. Por lo general, constaba de cuatro oficiales y dos asistentes o subsecretarios que generalmente actuaban como testigos de los documentos. Todo el cuerpo llevaba un uniforme distintivo. El cuerpo se consideraba parte de la casa real y generalmente era responsable ante el Maestro del Rey (una posición importante en la Edad Media). 
Los mobiliarios del Cuerpo del Rey de Armas eran hecho por el Rey o Reina reinante. Estos mobiliarios eran de por vida y si bien no se pretendía que fueran hereditarios, a menudo pasaban de padre a hijo u otro miembro familiar cercano. Los heraldos españoles tuvieron otros deberes qué pertenecían a asuntos de protocolo y a menudo actuaban como emisarios y mensajeros reales. Podían, y pueden, hacer arreglos para áreas actualmente o anteriormente bajo el dominio de la corona española.
Las funciones y deberes precisos del Rey de Armas fueron claramente definidos por las declaraciones de varios reyes y todavía están vigentes en la actualidad. En los tiempos modernos, el Cuerpo de Cronistas Rey de Armas pasó por varios cambios. Se hicieron cambios importantes en 1915, se abolió en 1931 y se restauró en 1947-1951. El último Cronista Rey de Armas designado por el Ministerio de Justicia español fue Don Vicente de Cadenas y Vicent, fallecido en 2005. El gobierno de la comunidad autónoma de Castilla y León ha designado a Don Alfonso Ceballos-Escalera y Gil, Marqués de la Floresta y Vizconde de Ayala como Cronista de Armas de Castilla y León. Don Alfonso también sirve como oficial heráldico personal del Rey de España. Anteriormente, todo lo que hacen los heraldos españoles debía ser aprobado por el Ministerio de Justicia. Sin embargo, una legislación más reciente ha establecido al Cronista de Castilla y León como el equivalente moderno del Rey de Armas español con la autoridad para otorgar concesiones de armas a ciudadanos de España e individuos de familias asociadas con sus antiguas colonias sin referencia al Ministerio de Justicia.

## Armas nacionales y cívicas

Escudo de España adoptado por ley.

Como la mayoría de los países europeos, España tiene un escudo nacional. Muchas ciudades también tienen escudos cívicos; algunos son recientes, otros datan de la época medieval. Toledo, en períodos anteriores la ciudad más importante de España, tiene un escudo de armas particularmente elaborado; utiliza el águila bicéfala del Sacro Imperio Romano como apoyo en su escudo de armas; esto representa su antigua importancia y poder. Madrid, la capital, tiene un escudo de armas más sencillo, que representa a un oso que toma frutos de un árbol (un madroño).
Los escudos de armas son regularmente descritos en varios edificios y objetos pertenecientes al gobierno nacional o local; en Madrid, incluso objetos como las tapas de registro están decoradas con el escudo cívico de armas.

Escudo de España.
Escudo de Toledo.

## Armas personales

Una brisura en forma de lambel sencilla de tres puntos azur de las armas de la Princesa de Asturias.

Algunas antiguas familias españolas llevan armas personales. Los duques de Alba, históricamente entre las familias nobles más poderosas de Europa, llevan un elaborada composición de las armas, presentando las "armas de la justicia" que simbolizan su oficio hereditario como condestables de Navarra. El monarca y el heredero aparente tienen sus propios escudos de armas personales. 

## Regulación heráldica
España originalmente tuvo una corporación de heraldos ("cronistas de armas" españoles) vinculada con el palacio real. Aun así, el cuerpo español de heraldos fue abolido en 1931 con el establecimiento de la Segunda República Española. Tras la restauración de Juan Carlos I en 1975, fue nombrado el primer heraldo post-republicano de España.
Como en otras naciones europeas, las armas están reguladas, y es ilegal asumir armas que pertenecen a otra persona. 
Los escudos de armas españoles se dividen de la misma manera que otros países europeos . Dado que los escudos de armas se otorgaron a nuevas familias separadas, era necesario unir varios escudos de armas en uno solo cuando se formaba una nueva rama de una familia. Así, los escudos españoles están comúnmente partidos. 
La tradición de diferenciar entre el escudo de armas propio y la lozenge otorgada a las mujeres no se desarrolló en España. Tanto los hombres como las mujeres heredaron un escudo de armas de sus padres (o un miembro de un clan que los había adoptado). En el caso de las mujeres, también podrían adoptar las armas de sus maridos.
| Ejemplo |                |                |                             |            |                        |
| ------- | -------------- | -------------- | --------------------------- | ---------- | ---------------------- |
| Nombre  | Cortado en dos | Partido en dos | En banda En barra (opuesto) | Cuartelado | Cuartelado con escusón |

### Tinturas
| Tintura  | Nombre heráldico |
| Metales  | Metales          |
| -------- | ---------------- |
| Amarillo | Oro/or           |
| Blanca   | Argén/plata      |
| Colores  |                  |
| Azul     | Azur             |
| Rojo     | Gules            |
| Morado   | Púrpura          |
| Negro    | Sable            |
| Verde    | Sinople          |